# إعلام بديل
الإعلام البديل هو الإعلام (الصُحف، الراديو، التلفزيون، المجلات، الأفلام، الإنترنت وغيرها) الذي يقدم معلومات بديلة عن الإعلام السائد في سياق معين، سواءً كان هذا الإعلام السائد تجاريًا، مدعومًا من الجمهور أو حكوميًا. ويختلف الإعلام البديل عن الإعلام السائد في واحد أو أكثر من الأبعاد التالية: المحتوى، الناحية الجمالية، أساليب الإنتاج، أنماط التوزي والعلاقات مع الجمهور. وكثيرًا ما يهدف الإعلام البديل إلى الوقوف في وجه السلطات القائمة ليُمثل الجماعات المهمشة ويعزز الروابط الأفقية بين المجتمعات ذات المصالح المشتركة. ويجادل مؤيدو الإعلام البديل بأن الإعلام السائد متحيز في اختيار وصياغة الأخبار والمعلومات. وبينما يمكن أن تكون مصادر الإعلام البديل متحيزة أيضًا (وأحيانًا تفخر بذلك)، فإن مؤيديه يدعون أن تحيزه يختلف كثيرًا عن تحيز الإعلام السائد؛ حيث لديهم مجموعة مختلفة من القيم والأهداف وأطر العمل. ومن ثم، فإن هذا الإعلام يمكنه تقديم وجهة نظر «بديلة» ومعلومات وتفسيرات مختلفة عن العالم لا يمكن العثور عليها في الإعلام السائد.
نظرًا لأن مصطلح «البديل» له دلالات تهميش الذات، فإن بعض المنابر الإعلامية تفضل الآن أن يطلق عليها الإعلام «المستقل» عن «البديل».
قد تندرج العديد من أنواع الإعلام المختلفة تحت مسمى الإعلام البديل. وهذه تتضمن، على سبيل المثال لا الحصر، الإعلام الثوري والمعارض وإعلام الحركة الاجتماعية والإعلام العرقي/العنصري والإعلام المحلي والإعلام المجتمعي وإعلام الثقافة الفرعية والإعلام الطلابي والإعلام الطليعي. ويعمل كل نوع من هذه الأنواع على تسليط الضوء على نقاط الضعف المدركة في الإعلام المسيطر، وذلك لصالح جمهور وأهداف ومصالح معينة ويحاول التغلب على نقاط الضعف هذه من خلال إعلامه الخاص.

## التعريف
اتسع التعريف التقليدي والثنائي للإعلام البديل كما هو مذكور أعلاه في العقد الأخير. ومجرد مقارنة الإعلام البديل بالإعلام السائد يتجاهل التأثير الجوهري الذي تتركه صناعة الإعلام على صانعيه. وكمنتجين وممثلين داخل مجتمعاتهم، فإن نشطاء الإعلام البديل الحديث يعيدون تعريف صور ذاتهم وتفسيرهم للمواطنة وعالمهم. وتفسر كلمنسيا رودريجيز قائلة، "أستطيع أن أرى كيف يعني إنتاج رسائل الإعلام البديل أكثر بكثير من مجرد معارضة الإعلام السائد... إنه يعني إتاحة الفرصة للفرد لوضع صورته الخاصة عن ذاته والبيئة؛ ويعني القدرة على تصحيح الفرد لهويته من خلال الإشارات والقواعد التي يختارها، وبالتالي مخالفة القبول التقليدي لتلك المفروضة علينا من مصادر خارجية.”

كتب مايكل ألبرت أن المؤسسات هي التي تعرف نفسها في الأصل على أنها بديلة. وأشار إلى أن 
مؤسسة الإعلام البديل...لا تحاول زيادة الأرباح ولا تهتم في المقام الأول ببيع الجمهور للمعلنين مقابل العائدات (وبالتالي تسعى وراء اكتساب جمهور عريض من غير النخبة)، بل هي مهيكلة لهدم العلاقات الاجتماعية الهرمية المحددة للمجتمع وتختلف على نحو بنائي وأساسي عن المؤسسات الاجتماعية الكبيرة الأخرى وتستقل عنها، وخصوصًا الشركات، بقدر ما تستطيع. وتنظر مؤسسة الإعلام البديل إلى نفسها على أنها جزء من مشروع يهدف لوضع أساليب جديدة لتنظيم الإعلام والنشاط الاجتماعي، وتلتزم بزيادة هذه الأساليب عمومًا، وليس الحفاظ عليها فقط.
مع تزايد أهمية التكنولوجيات الرقمية، أثيرت أسئلة حول المكان الملائم للإعلام الرقمي في التقسيم الثنائي بين الإعلام البديل والإعلام السائد. وبالرغم من أن المدونات والفيس بوك وتويتر وغيرها من المواقع المشابهة، لم تنشأ بالضرورة لتكون وسائل اتصال جماهيري، فإنه يزداد استخدامها لنشر الأخبار والمعلومات، وربما تعمل كإعلام بديل؛ حيث أنها تسمح لمواطنين عاديين بتجاوز بوابات الإعلام السائد والتقليدي ومشاركة المعلومات ووجهات النظر التي يعتبرها هؤلاء المواطنون مهمة. بالإضافة إلى ذلك، فإن الإعلام الرقمي يوفر وسيلة بديلة لعرض وجهات النظر غير التقليدية أو المعارضة أو المنحرفة، ويسمح بتكوين مجتمعات بديلة وجديدة تمثل صوتًا لهؤلاء المهمشين عادةً من الإعلام السائد. ومع ذلك، انتقد البعض نقاط الضعف الموجودة في الويب. أولاً، لقدرتها على العمل بمثابة «وسيط بديل وإعلامي يتضمن التوتر الموجود في تواصل المجموعة الداخلية والمجموعة الخارجية.» وثانيًا، الويب «نادرًا ما تحقق إمكانياتها» مع وجود المعوقات على القدرة على الوصول إليها.
علاوة على ذلك، نتج عن التقنيات الرقمية شكل بديل من مقاطع الفيديو يعرف عمومًا باسم صحافة المواطن. وهكذا، يستطيع الأفراد والمجموعات الصغيرة الحجم وصف ونشر تفسيراتهم للعالم من حولهم. وقد استخدمت المقاطع المصورة بكاميرا الفيديو وكاميرات فليب، والآن الهواتف المحمولة من قِبل الإعلام البديل لإظهار الاعتداءات على حقوق الإنسان عمومًا. وفي المقابل، يعلق الإعلام السائد على هذه المقاطع عندما تتناسب مع قصص ما يعتقدون أنها «جديرة بالتغطية الإعلامية».

## نموذج الدعاية
قدم إدوارد إس هيرمان ونعوم تشومسكي نموذجًا ملموسًا لعمليات تصفية (تحيزات) الإعلام السائد، خصوصًا في الولايات المتحدة، ويسمى نموذج الدعاية. وقاما باختباره تجريبيًا وقدما دليلاً مقاسًا بشكل موسع يدعم النموذج. واستطاع الباحث في مجال الاتصالات روبرت دبليو ماكنزي، الذي استلهم بشكل جزئي من أعمال تشومسكي وهيرمان، الربط بين إخفاقات الصحافة السائدة بشكل أساسي بملكية المؤسسة والسياسة العامة الموالية للمؤسسة وخرافة «الصحافة الاحترافية». وقد كتب كثيرًا عن إخفاقات الصحافة السائدة وأيد منحة دراسة الاقتصاد السياسي في الإعلام واتساع نطاق الإعلام البديل وإصلاحات السياسة الإعلامية الشاملة. علاوة على ذلك، كتب بين باجديكان عن سيطرة الإعلام المتحيز، فضلاً عن الاهتمام الخاص بالمؤسسات الضخمة التي تمتلكه. ويجادل بأنه نظرًا لأن خمس مؤسسات كبرى هي فقط من تمتلك غالبية الإعلام الأمريكي، فإن تأثير الإعلام السياسي والعام في أمريكا في خطر.
وبينما يقترح بعض واضعي نظريات الإعلام البديل (مثلاً، كريس آتون) تعريفات شاملة عن الإعلام الآخر، فقد دمج واضع نظرية باريكون والمؤسس المشارك لـمجلة زد (Z Magazine) مايكل ألبرت النقد السياسي والاقتصادي للإعلام السائد في تعريفه للإعلام البديل. وردًا على سؤال «ما الذي يجعل الإعلام البديل بديلاً؟»، فقد أشار إلى أن مؤسسات الإعلام البديل ينبغي أن تتميز بهيكل مناهض للمؤسسية، وليس مجرد محتوى إعلامي بديل. وبالإضافة إلى ذلك، انتقد ألبرت منشورات، مثل مجلة ذا نيشن (The Nation) وصحيفة فيلادج فويس (Village Voice) لتكرار التدرج الهرمي المؤسسي وأقسام العمل.
بالرغم من فهم نموذج الدعاية بطرق إيجابية بناءً على الطريقة التي تطورت بها النظم الإعلامية في بيئة الولايات المتحدة، فربما لا تكون هذه النظرية كافية لوصف الوضع في دول خارج البيئة الأمريكية. وسيواجه نموذج الدعاية صعوبة في تفسير الدول التي تعاني من بنية اتصالات تحتية ضعيفة (مثلاً في زيمبابوي)، أو الدول ذات التمويل الضخم ومحطات التلفزيون ذات البث العام والمدعومة من الدولة (مثل، أستراليا)، أو ذات التقليد القوي للطباعة الحزبية والصحافة المتلفزة

## الصحافة
تتضمن الصحافة البديلة منشورات مطبوعة تقدم وجهة نظر مختلفة أو معارضة لتلك المقدمة في الصحف والمجلات المؤسسية والخاصة بالاتجاه السائد العام وغيره من الإعلام المطبوع.
وصف ناشر دورية فاكت شيت فايف (Factsheet Five) مايك غوندرلوي الصحافة البديلة بأنها «نوع من الصحافة السرية 'الناضجة'. وتندرج تحت هذا النوع كتالوج هول إيرث (Whole Earth) وجريدة بوسطن فونيكس (Boston Phoenix) ومجلة الأم جونز (Mother Jones).» وعلى النقيض، وصف غوندرلوي الصحافة السرية بأنها «الحقيقة قبل أن تصبح شعبية ومحايدة ومربحة. وتتوفر الصحافة السرية في أعداد قليلة، وكثيرًا ما تكون غير واضحة وتتورط في مشكلات عويصة تخص الموضوعات التي لا تذكر، ولا تعرض أبدًا إعلانات لماركات تجارية عالمية».
أحد أمثلة الإعلام البديل هو الإعلام التكتيكي الذي يستخدم أسلوب «الكر والفر» أو المراوغة للفت الانتباه لمشكلة مستجدة. وكثيرًا ما يسعى الإعلام التكتيكي للكشف عن المؤسسات الضخمة التي تسيطر على مصادر الإعلام السائد.
ومن المنظمات غير الحكومية البارزة المتخصصة في ممارسات الإعلام التكتيكي والنشاط المعلوماتي منظمة التجمع التكنولوجي التكتيكي (Tactical Technology Collective) التي تساعد المدافعين عن حقوق الإنسان في استخدام التكنولوجيا. وقد أصدرت العديد من مجموعات الأدوات المجانية للمجتمع الدولي، بما فيها برنامج NGO In A Box South Asia الذي يساعد في إعداد إطار عمل للمنظمات غير الحكومية ذاتية الدعم و Security-In-A-Box عبارة عن مجموعة من البرامج التي تهدف إلى الحفاظ على سرية وأمان البيانات للمنظمات غير الحكومية العاملة في بيئات سياسية يحتمل أن تكون عدائية، ومجموعة الأدوات الجديدة المختصرة 10 Tactics التي «... تقدم طرقًا مبتكرة وإبداعية للمدافعين عن الحقوق لجذب الاهتمام وطرح القضية».

## الإعلام الطليعي
يؤكد نوع الإعلام الطليعي على الجانب التجريبي والإبداعي لنوع معين من الإعلام البديل الذي يدافع عن صفاته الجمالية وغالبًا ما ينتج الفنانون هذا النوع من الإعلام.
ويمكن العثور على أمثلة على الإعلام الطليعي في أعمال الحركة الدولية الموقفية والدادية والسريالية وأدب البانك والمسرح الملحمي ومسرح المضطهدين وجرافيتي استنسل. وتطرح مجموعات، مثل الحركة الدولية الموقفية أسئلة عن كيفية التفكير في الإعلام البديل كإستراتيجية رسمية. وبينما تكونت الحركة بشكل كبير من طلاب وأساتذة ومثقفين وغيرهم، فإن الأساليب التي اختاروا استخدامها (مثل، التحويل (Détournement)) تتناول السؤال الخاص بالإعلام البديل كممارسة جمالية.

## راديو المجتمع والطاقة المنخفضة والقراصنة
في العديد من الدول حول العالم، تمنح التراخيص لأنواع معينة من محطات الراديو لتقديم نشرات تستهدف مجتمعات معينة، بما فيها راديو المجتمع وراديو إف إم الذي يعمل بالطاقة المنخفضة (LPFM). وعادةً ما تبث هذه المحطات بقوة واطية أقل من جهات البث التجارية أو العامة/الحكومية، وكثيرًا ما تكون غير تجارية وغير ربحية بطبيعتها. ففي الولايات المتحدة، حصلت فئة خاصة من المحطات المعروفة باسم محطات إف إم التي تعمل بالطاقة المنخفضة (LPFM) على الترخيص من لجنة الاتصالات الفيدرالية الأمريكية في يناير 2000. وحازت هذه المحطات على ترخيص بتقديم بث غير تجاري وتثقيفي ولا يمكنها العمل بطاقة مشعة فعالة تزيد عن 100 واط. وحصلت خدمات محطات إف إم التي تعمل بالطاقة المنخفضة على ترخيص لتلبية الطلب المتزايد في الولايات المتحدة على فتح منابر إذاعية جديدة تتميز بالمحلية الزائدة وتبث من مجتمعاتها الخاصة. ويعد مشروع راديو بروميثوس مؤسسة أهلية في الولايات المتحدة تؤيد تأسيس محطات إف إم التي تعمل بالطاقة المنخفضة وتقدم المساعدة اللازمة لفتحها.
علاوة على ذلك، تحظى جهات البث غير التجارية في الولايات المتحدة بفرصة الاستخدام الحصري لـطيف إف إم بين 88.1 و91.9 ميجاهيرتز. ويتضمن هذا الجزء من المؤشر بعض المحطات الإذاعية التي يمكن تصنيفها على أنها إعلام بديل، بما فيها محطات الراديو التي يديرها المجتمع والتي يديرها الطلاب، وذلك بالرغم من وجود العديد من المحطات التي تشترك مع جهات بث وطنية كبيرة، مثل الراديو الوطني العام أو المنظمات الدينية الكبيرة.
وعلى مستوى العالم، منحت العديد من الدول تراخيص لخدمات راديو المجتمع، من بينها أستراليا وكندا والمملكة المتحدة وهولندا والمجر وأيرلندا ونيبال ونيوزيلندا وجنوب أفريقيا والسويد، والعديد غيرها. وفي دول عديدة، بما فيها الولايات المتحدة، تعمل محطات راديو القراصنة أيضًا دون الحاجة للحصول على ترخيص رسمي؛ حيث أنها في حالات عديدة تقدم برامجها لمجتمعات تعاني من نقص جهات البث المرخصة.

## الإعلام العرقي والعنصري
عادةً ما تستهدف منابر الإعلام العرقي والعنصري، بما فيها الصحف ومحطات الراديو والبرامج التلفزيونية العرقية، جماعات عرقية وعنصرية محددة بدلاً من عامة الناس، مثل جماعات الجمهور من المهاجرين. وفي حالات عديدة، يتم التعامل مع الإعلام العرقي على أنه إعلام أسسته جماعات عرقية داخل الدول المستضيفة ويستهدفهم؛ حيث يكون المحتوى باللغات الأصلية، ذلك بالرغم من أن العديد من المنابر الإعلامية العرقية تديرها في الواقع منظمات عبر وطنية أو حتى مؤسسات تقليدية، في حين أن أخرى تجارية، حتى وإن كانت ما زالت تؤدي كما تزعم دورها كممثل عرقي/عنصري لمجتمعاتها الخاصة داخل المشهد الإعلامي الكبير.
ذكرت دراسة أجريت في عام 2006 أن الفرد أو مجموعة الأفراد الذين ينتمون لخلفية عرقية غالبًا ما يؤسسون إعلامًا عرقيًا. وهذه المنظمات «تقدم وجهة نظر بديلة عن الأخبار والتعليقات المذاعة في الإعلام السائد.» وأشارت الدراسة كذلك إلى «أنهم يمنحون الأشخاص الذين يخدمونهم شعورًا بالهوية الجماعية، وذلك من خلال تلبية الحاجة لمعرفة معلومات معينة عن المجتمع.»
بينما يمكن أن يقدم الإعلام العرقي نوعًا مفيدًا من التحليل، فيمكنه في بعض الأحيان، كما ذكرت شي، المخاطرة بتجنيس جميع أفراد مجموعة عرقية محددة في فئة وصفية شاملة واحدة. وعندما يستخدم الفرد مثل هذه الفئات، فيمكن القضاء على علاقات القوة والاختلافات في الآراء السياسية والأسئلة عن الجنس البشري وغيرها العديد من المشكلات الكبرى. على سبيل المثال، ظهورالصحافة الأمريكية الإفريقية في الولايات المتحدة. وقد أظهر بعض الناشرين، مثل صحيفة كاليفورنيا إيجل (California Eagle) تحت قيادة شارلوتا باس موقفًا تقدميًا أكثر صراحة بكثير عن صحف مشهورة أخرى، مثل شيكاغو ديفندر (Chicago Defender).
عند استخدام هذا المصطلح، من المفيد التفكير في البيئة التاريخية والتركيب الداخلي للمجموعة، والاختلافات السياسية أو الثقافية المحتملة بين أفرادها.

## الجمهور
بالرغم من تركيز معظم اهتمام الإعلام البديل على سياسات الإنتاج وتصنيف أنواع الإعلام المختلفة، فقد ازداد اهتمام الجمهور بالإعلام البديل. وقد نشأ هذا الاهتمام في الأساس من وصف كريس آتون للفرق غير الواضح بين الجمهور والمنتجين، والذي مثّل تكتيكًا للإنتاج في «مجال الغيتو». في الأساس، أصبحت المصادر الإعلامية محتكرة من قِبل الشركات المؤسسية، وهو ما يترك المجال العام في حالة «غيتو» دائمة. ومن أجل التغلب على هذه المشكلات، ذكر آتون إمكانية اعتماد منتجي الإعلام البديل على الجمهور في إنتاج المحتوى، وهو ما يحصلون عليه بتكلفة بسيطة أو بدون تكلفة على الإطلاق. وبالرغم من أن وصف آتون للجمهور في هذا السياق كان مجرد نقاش حول الإنتاج، فقد تسبب في تسليط المزيد من الضوء على الأشخاص الذين يقرؤون الإعلام البديل ويستخدمونه. في عام 2007، ادعت جنيفر راوخ  أن الإستراتيجيات التفسيرية المستخدمة من جانب الجمهور يمكنها تحديد ما إذا كان النص بديلاً أم لا. وفي عام 2009، أثبت مايكل بويل ومايك شميرباك  كيف أنه من المرجح أن يكون جمهور الإعلام البديل أكثر اشتراكًا في أعمال الاحتجاج عن جمهور إعلام الأخبار السائدة. ولاحقًا، استكشف جوشوا أتكينسون  أداء جمهور الإعلام البديل وكيف شكّل استخدام الإعلام البديل هذا الأداء. وبشكل جوهري، يدعي أتكينسون أن طبيعة استخدام الجمهور للإعلام البديل (بالمشاركة الإيجابية في مقابل السلبية)، بالإضافة إلى نظرتهم المستقبلية، كثيرًا ما تشكل أداء المقاومة ضد هياكل القوة العاملة المهيمنة على المجتمع.